# (15199) Rodnyanskaya
(15199) Rodnyanskaya est un astéroïde de la ceinture principale.

## Description
(15199) Rodnyanskaya est un astéroïde de la ceinture principale. Il fut découvert le 19 septembre 1974 à Nauchnyj par Lioudmila Tchernykh. Il présente une orbite caractérisée par un demi-grand axe de 2,22 UA, une excentricité de 0,16 et une inclinaison de 2,9° par rapport à l'écliptique.

## Compléments